# Liriomyza bella
Liriomyza bella är en tvåvingeart som beskrevs av Spencer 1981. Liriomyza bella ingår i släktet Liriomyza och familjen minerarflugor. Inga underarter finns listade i Catalogue of Life.